# Sacro Cuore di Cristo Re (församling)
Sacro Cuore di Cristo Re är en församling i Roms stift, belägen i quartiere Pinciano i norra Rom och helgad åt Jesu heliga hjärta. Församlingen upprättades den 31 oktober 1926 av påve Pius XI genom det apostoliska brevet Regis pacifici. 

Församlingen förestås av Jesu heliga hjärtas präster, även kallade Dehonianer, en kongregation grundad år 1878 av Léon Dehon (1843–1925; vördnadsvärd 1997).
Till församlingen Sacro Cuore di Cristo Re hör följande kyrkobyggnader och kapell:
- Sacro Cuore di Cristo Re, Viale Mazzini 32
- Cappella Convitto Nazionale, Piazza Monte Grappa 5
- Cappella Istituto De Vedruna, Via Giuseppe Montanelli 5

## Institutioner inom församlingen
- Comunità (Suore Canonichesse dello Spirito Santo (C.S.S.))
- Convitto Nazionale "Vittorio Emanuele II"
- RAI – Radiotelevisione Italiana – Via Asiago-Viale Mazzini-Via Teulada

## Kommunikationer
Närmaste tunnelbanestation är Lepanto 